# Elecciones municipales de Huánuco de 2014
Las elecciones municipales de Huánuco de 2014 se llevó a cabo el 5 de octubre de 2014 para elegir al alcalde y al Concejo Provincial de Huánuco para el periodo 2015-2018. La elección se celebró simultáneamente con elecciones regionales y municipales (provinciales y distritales) en todo el Perú.

## Sistema electoral
La Municipalidad Provincial de Huánuco es el órgano administrativo y de gobierno de la provincia de Huánuco. Está compuesta por el alcalde y el Concejo Provincial.
La votación del alcalde y el concejo se realiza en base al sufragio universal, que comprende a todos los ciudadanos nacionales mayores de dieciocho años, empadronados y residentes en la provincia de Huánuco y en pleno goce de sus derechos políticos, así como a los ciudadanos no nacionales residentes y empadronados en la provincia de Huánuco.
El Concejo Provincial de Huánuco está compuesto por 13 regidores elegidos por sufragio directo para un período de cuatro (4) años, en forma conjunta con la elección del alcalde (quien lo preside). La votación es por lista cerrada y bloqueada. Se asigna a la lista ganadora los escaños según el método d'Hondt o la mitad más uno, lo que más le favorezca.

## Composición del Concejo Provincial de Huánuco
La siguiente tabla muestra la composición del Concejo Provincial de Huánuco antes de las elecciones.
| Partidos | Partidos                                               | Regidores |
| -------- | ------------------------------------------------------ | --------- |
|          | Somos Perú                                             | 7         |
|          | Movimiento Político Hechos y No Palabras               | 3         |
|          | Movimiento Independiente Regional Luchemos por Huánuco | 1         |

## Partidos y candidatos
A continuación se muestra una lista de los principales partidos y alianzas electorales que participaron en las elecciones:
| Candidatura | Candidatura | Partidos y alianzas                                                    | Candidatos | Candidatos                 | Ideología                                                          | Resultado previo | Resultado previo | Ref. |
| Candidatura | Candidatura | Partidos y alianzas                                                    | Candidatos | Candidatos                 | Ideología                                                          | Votos (%)        | Reg.             | Ref. |
| ----------- | ----------- | ---------------------------------------------------------------------- | ---------- | -------------------------- | ------------------------------------------------------------------ | ---------------- | ---------------- | ---- |
|             | SP          | Lista - Somos Perú (SP)                                                |            | Juan Jara Gallardo         | Democracia cristiana Conservadurismo social                        | 30.58%           | 7                |      |
|             | HNP         | Lista - Movimiento Político Hechos y No Palabras (HNP)                 |            | Fidel Garay Valdez         | Regionalismo huanuqueño                                            | 24.39%           | 3                |      |
|             | LxH         | Lista - Movimiento Independiente Luchemos por Huánuco (LxH)            |            | Teodomiro Sánchez Ramírez  | Regionalismo huanuqueño                                            | 15.37%           | 1                |      |
|             | AP          | Lista - Acción Popular (AP)                                            |            | Casimiro Llanos Doria      | Partido atrapalotodo                                               | 7.47%            | 0                |      |
|             | AR          | Lista - Auténtico Regional (AR)                                        |            | Alberto Contreras Mariño   | Regionalismo huanuqueño                                            | 7.36%            | 0                |      |
|             | P           | Lista - Movimiento Político Frente Amplio Regional Paisanocuna (P)     |            | Erasmo Fernández Sixto     | Regionalismo huanuqueño                                            | 4.37%            | 0                |      |
|             | FP          | Lista - Fuerza Popular (FP)                                            |            | Jorge Alcántara Cariga     | Fujimorismo Conservadurismo social Populismo de derecha            | 2.52%            | 0                |      |
|             | RN          | Lista - Restauración Nacional (RN)                                     |            | Walter Tucto López         | Liberalismo económico Conservadurismo social Humanismo cristiano   | 0.67%            | 0                |      |
|             | UPP         | Lista - Unión por el Perú (UPP)                                        |            | Edwing Robles Huamán       | Nacionalismo de izquierda Socialdemocracia                         | Nuevo            | Nuevo            |      |
|             | APP         | Lista - Alianza para el Progreso (APP)                                 |            | Sebastián Campos Meza      | Liberalismo económico Conservadurismo liberal Populismo de derecha | Nuevo            | Nuevo            |      |
|             | PHP         | Lista - Partido Humanista Peruano (PHP)                                |            | Dennis Estrada Huacachino  | Humanismo Socialismo Ecosocialismo                                 | Nuevo            | Nuevo            |      |
|             | FA          | Lista - Frente Amplio (FA)                                             |            | Naut Aguilera Prescott     | Socialismo Ecologismo Descentralización                            | Nuevo            | Nuevo            |      |
|             | VP          | Lista - Vamos Perú (VP)                                                |            | Omar Retiz Hidalgo         | Populismo Socialdemocracia                                         | Nuevo            | Nuevo            |      |
|             | MIDE        | Lista - Movimiento Integración Descentralista (MIDE)                   |            | Aníbal Solórzano Ponce     | Regionalismo huanuqueño                                            | Nuevo            | Nuevo            |      |
|             | CC          | Lista - Cuenta Conmigo (CC)                                            |            | Fernando Rodríguez Lafosse | Regionalismo huanuqueño                                            | Nuevo            | Nuevo            |      |
|             | ARI         | Lista - Avanzada Regional Independiente Unidos por Huánuco (ARI)       |            | José Villavicencio Guardia | Regionalismo huanuqueño                                            | Nuevo            | Nuevo            |      |
|             | IND         | Lista - Lista Independiente N° 1 Fuerza Ecologista Regional Huanuqueño |            | Carlos Carnero Miraval     | Localismo huanuqueño                                               | Nuevo            | Nuevo            |      |

## Sondeos de opinión
Las siguientes tablas enumeran las estimaciones de la intención de voto en orden cronológico inverso, mostrando las más recientes primero y utilizando las fechas en las que se realizó el trabajo de campo de la encuesta. Cuando se desconocen las fechas del trabajo de campo, se proporciona la fecha de publicación.
Leyenda:
     Sondeo realizado en el periodo de prohibición legal de la difusión de sondeos de intención de voto.

### Intención de voto
La siguiente tabla enumera las estimaciones ponderadas (sin incluir votos en blanco y nulos) de la intención de voto.
|                                |            |   |      |      |      |      |     |      |  |  |  |  |  |
| Elecciones municipales de 2014 | 5 oct 2014 | — | 25.5 | 17.8 | 16.1 | 11.0 | 6.6 | 7.7  |  |  |  |  |  |
|                                |            |   |      |      |      |      |     |      |  |  |  |  |  |
| Ipsos Perú/América             | 5 oct 2014 | ? | 30.7 | 19.6 | 16.0 | –    | –   | 11.1 |  |  |  |  |  |

## Resultados

### Sumario general
| |                                                                |              |              |              |           |           |  |  |
| Partidos y coaliciones | Partidos y coaliciones                                         | Voto popular | Voto popular | Voto popular | Regidores | Regidores |  |  |
| Partidos y coaliciones | Partidos y coaliciones                                         | Votos        | %            | ±pp          | Total     | +/−       |  |  |
| | Movimiento Integración Descentralista (MIDE)                   | 32,559       | 25.51        | Nuevo        | 8         | +8        |  |  |
| | Somos Perú (SP)                                                | 22,747       | 17.82        | –12.76       | 2         | –5        |  |  |
| | Avanzada Regional Independiente Unidos por Huánuco (ARI)       | 20,555       | 16.10        | Nuevo        | 2         | +2        |  |  |
| | Movimiento Político Frente Amplio Regional Paisanocuna (P)1    | 14,075       | 11.03        | +6.66        | 1         | +1        |  |  |
| | Movimiento Político Hechos y No Palabras (HNP)                 | 8,384        | 6.57         | –17.82       | 0         | –3        |  |  |
| | Acción Popular (AP)                                            | 5,741        | 4.50         | –2.97        | 0         | ±0        |  |  |
| | Movimiento Independiente Regional Luchemos por Huánuco (LxH)   | 5,028        | 3.94         | –11.43       | 0         | –1        |  |  |
| | Unión por el Perú (UPP)                                        | 4,369        | 3.42         | n/a          | 0         | ±0        |  |  |
| | Alianza para el Progreso (APP)                                 | 3,165        | 2.48         | Nuevo        | 0         | ±0        |  |  |
| | Fuerza Popular (FP)2                                           | 2,972        | 2.33         | –0.19        | 0         | ±0        |  |  |
| | Lista Independiente N° 1 Fuerza Ecologista Regional Huanuqueño | 1,894        | 1.48         | n/a          | 0         | ±0        |  |  |
| | Auténtico Regional (AR)                                        | 1,719        | 1.35         | –6.01        | 0         | ±0        |  |  |
| | Partido Humanista Peruano (PHP)                                | 1,069        | 0.84         | Nuevo        | 0         | ±0        |  |  |
| | Cuenta Conmigo (CC)                                            | 963          | 0.75         | Nuevo        | 0         | ±0        |  |  |
| | Vamos Perú (VP)                                                | 877          | 0.69         | Nuevo        | 0         | ±0        |  |  |
| | Frente Amplio (FA)                                             | 815          | 0.64         | Nuevo        | 0         | ±0        |  |  |
| | Restauración Nacional (RN)                                     | 701          | 0.55         | –0.12        | 0         | ±0        |  |  |
| |                                                                |              |              |              |           |           |  |  |
| Total | Total                                                          | 127,633      |              |              | 13        | +2        |  |  |
| |                                                                |              |              |              |           |           |  |  |
| Votos válidos | Votos válidos                                                  | 127,633      | 82.90        | –1.99        |           |           |  |  |
| Votos en blanco | Votos en blanco                                                | 9,243        | 6.00         | –2.14        |           |           |  |  |
| Votos nulos | Votos nulos                                                    | 17,082       | 11.10        | +4.13        |           |           |  |  |
| Votos emitidos | Votos emitidos                                                 | 153,958      | 79.97        | –2.96        |           |           |  |  |
| Abstenciones | Abstenciones                                                   | 38,559       | 20.03        | +2.96        |           |           |  |  |
| Votantes registrados | Votantes registrados                                           | 192,517      |              |              |           |           |  |  |
| |                                                                |              |              |              |           |           |  |  |
| Fuente: |                                                                |              |              |              |           |           |  |  |
| Notas al pie: 1 Comparado con los resultados del Frente Amplio Regional (FAR) en las elecciones de 2010. 2 Comparado con los resultados de Fuerza 2011 (F2011) en las elecciones de 2010. |                                                                |              |              |              |           |           |  |  |
| Notas al pie: |                                                                |              |              |              |           |           |  |  |
| 1 Comparado con los resultados del Frente Amplio Regional (FAR) en las elecciones de 2010. 2 Comparado con los resultados de Fuerza 2011 (F2011) en las elecciones de 2010.               |                                                                |              |              |              |           |           |  |  |

## Elecciones municipales distritales

### Resultados por distrito
La siguiente tabla enumera el control de los distritos de la provincia de Huánuco. El cambio de mando de una organización política se resalta del color de ese partido.
| Distrito                | Alcalde(sa) titular   | Partido político | Partido político     | Alcalde(sa) electo(a)                          | Partido político                               | Partido político                               |
| ----------------------- | --------------------- | ---------------- | -------------------- | ---------------------------------------------- | ---------------------------------------------- | ---------------------------------------------- |
| Amarilis                | Delfín Zúñiga Díaz    |                  | Hechos y No Palabras | Robinson Aguirre Casimiro                      |                                                | Paisanocuna                                    |
| Chinchao                | Julián Lino Álvarez   |                  | Luchemos por Huánuco | Cipriano Martínez Pérez                        |                                                | Unidos por Huánuco                             |
| Churumbamba             | Miguel Vergara Retis  |                  | Hechos y No Palabras | Marco Tarazona Ramos                           |                                                | Integración Descentralista                     |
| Margos                  | Crisanto Mallqui Cruz |                  | Auténtico Regional   | Clides Santa Cruz Mora                         |                                                | Somos Perú                                     |
| Pillco Marca            | Rolando Meza Alvarado |                  | Hechos y No Palabras | Alejandro Condezo y Alvarado                   |                                                | Acción Popular                                 |
| Quisqui                 | Félix Ascencio Chávez |                  | Hechos y No Palabras | Elecciones municipales complementarias de 2015 | Elecciones municipales complementarias de 2015 | Elecciones municipales complementarias de 2015 |
| San Francisco de Cayrán | Mansueto Cortez Ponce |                  | Somos Perú           | Pedro Ramírez Morales                          |                                                | Unión por el Perú                              |
| San Pedro de Chaulán    | Raúl Sosa Ramírez     |                  | Hechos y No Palabras | Raúl Sosa Ramírez                              |                                                | Unidos por Huánuco                             |
| Santa María del Valle   | Aydeé Salazar de Ríos |                  | Somos Perú           | Marcial Espíritu Romero                        |                                                | Somos Perú                                     |
| Yacus                   | Simion Castro Esteban |                  | Somos Perú           | Simion Castro Esteban                          |                                                | Somos Perú                                     |
| Yarumayo                | David Gabriel Lucero  |                  | Somos Perú           | Patricio Cayetano Vilca                        |                                                | Integración Descentralista                     |